# КрАЗ-6322 «Раптор»
KрАЗ-6322 «Raptor» — многоцелевой бронированный автомобиль на базе армейского грузовика КрАЗ-6322.

## История
Разработка бронированного варианта KрАЗ-6322 была начата на основе анализа опыта локальных войн 1990х — начала 2000х годов и начавшейся в 2003 году войны в Ираке, в которой принимал участие контингент вооружённых сил Украины.
В 2003—2005 гг. был разработан полицейский бронированный вариант КрАЗ-6322 для спецподразделений МВД Украины, предназначенный для действий в условиях массовых беспорядков. Машина, получившая название АВС-30, имела бульдозерный отвал, бортовые экраны для защиты колёс, решётки для защиты стеклоблоков от механических повреждений (ударов палками, брошенных камней и т. п.), спецсигналы, громкоговоритель и водомёт.
В 2006 году были отмечены случаи локального бронирования военнослужащими иракской армии грузовиков модели КрАЗ-6322, поставленных по программе военной помощи США для вооружённых сил Ирака, однако переоборудование этих грузовиков проходило в инициативном порядке и не являлось стандартизованным.
Также, в 2006 году итальянская компания «Vehicle Engineering» изготовила малую серию стандартизованных бронированных грузовиков КрАЗ-6322 для контингента ООН в одной из стран Юго-Восточной Азии, которые получили полное наружное бронирование из стальных листов и керамических пластин на каркасе из прямоугольных труб и замену остекления на пуленепробиваемые стеклоблоки.
В это же время работы над созданием стандартизованной бронированной версии КрАЗ-6322 начали специалисты Кременчугского автозавода, в результате совместно с канадской компанией Streit Group был создан бронированный грузовик KрАЗ-6322 НМРV-А, в феврале 2007 года официально представленный на международной выставке вооружений IDEX-2007 и в дальнейшем — предложенный на экспорт для иностранных заказчиков.
В 2008 году машина проходила испытания в Пакистане.
В 2013 году компания «Ares Security Vehicles LLC» (Дубай, ОАЭ) представила ещё один вариант бронемашины на шасси КрАЗ-6322 (получивший наименование Panthera 6X6 Krazz)
После начала боевых действий на востоке Украины весной 2014 года потребности силовых структур Украины в бронетехнике и бронированном транспорте увеличились. В августе 2014 года изготовление бронированного варианта КрАЗ-6322 собственной разработки освоила киевская компания ЗАО НПО «Практика».
21 ноября 2014 года Кременчугским автозаводом был представлен вариант KрАЗ-6322 «Raptor» с усиленным бронированием.
В октябре 2015 года киевская компания ООО «Reform» представила ещё один вариант бронированного КрАЗ-6322.

## Варианты и модификации

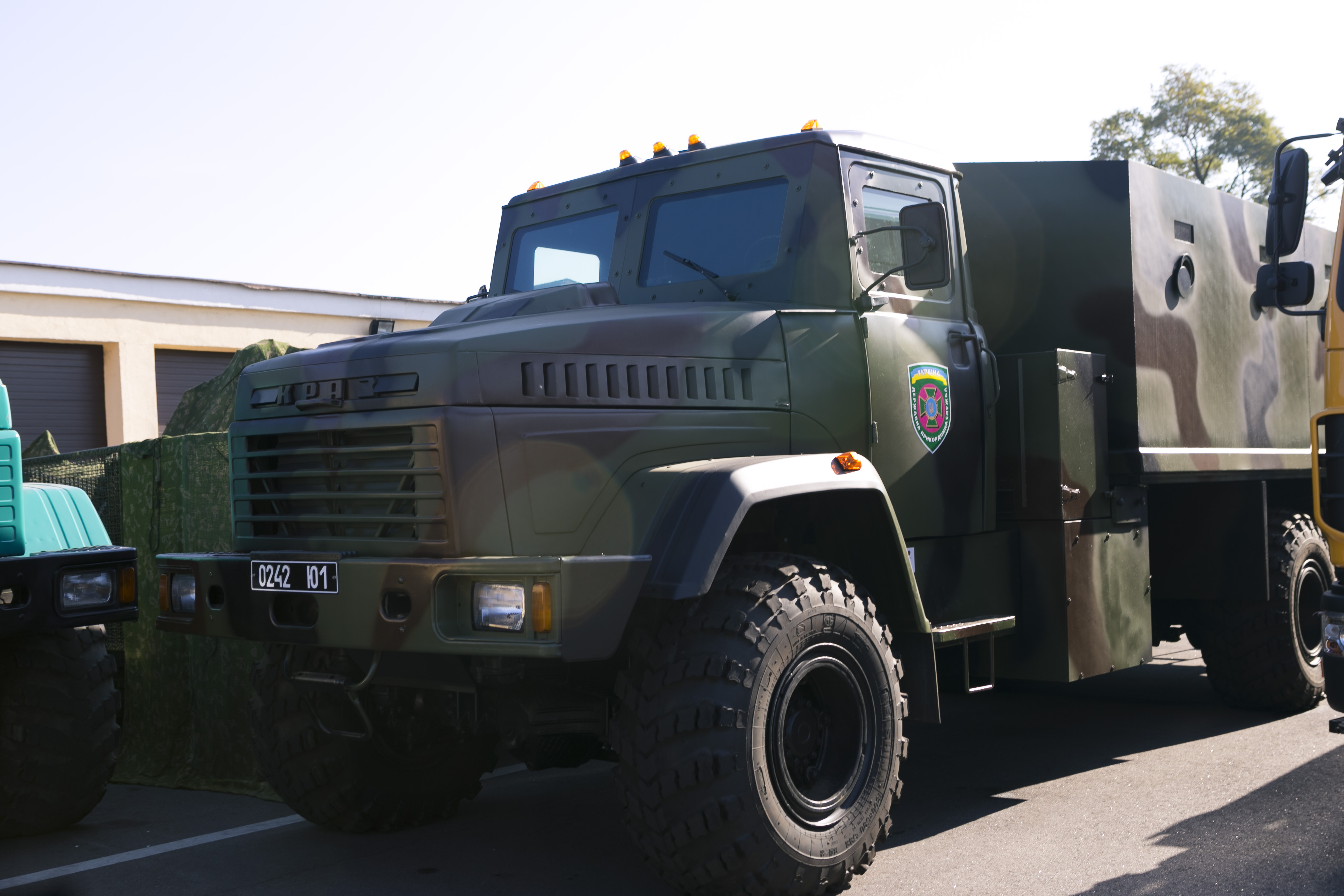
КрАЗ-6322 «Крепость на колесах» производства НПО «Практика» (октябрь 2014)

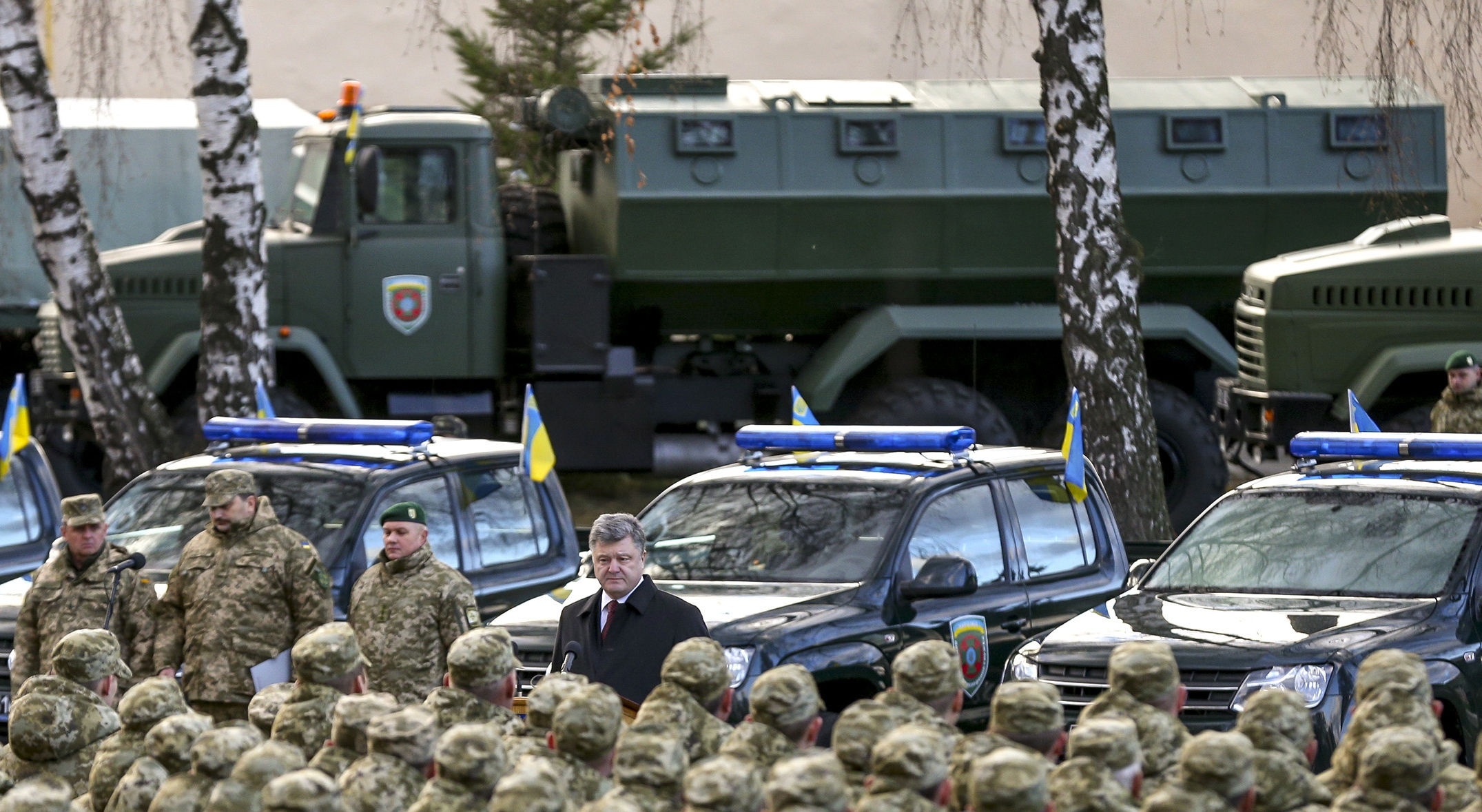
КрАЗ-6322 «Форпост» пограничной службы Украины (14 ноября 2015)

- KрАЗ-6322 НМРV-А — экспортный вариант 2007 года с бронированием кабины и топливных баков, совместная разработка ОАО «АвтоКрАЗ» и Streit Group. Бронирование STANAG 4569 Level 1, масса снаряженного автомобиля — 14 400 кг, грузоподъёмность — 8000 кг[4]. Предложен на экспорт как «машина сопровождения конвоев со скрытым локальным бронированием», предусматривается возможность установки в кузов бронированного модуля на 20 человек (в этом случае, общий вес брони увеличивается до 5 тонн). В связи с тем, что предусматривалась возможность эксплуатации машины в условиях пустыни и в странах с жарким тропическим климатом, демонстрационный образец был оснащён воздухозаборником[2]. Стоимость изготовления одного бронированного КрАЗ-6322 в ценах 2012 года включала в себя стоимость грузовика (900 000 гривен), стоимость комплекта материалов и крепежа (26 169 гривен) и расходы на выполнение работ по переоборудованию машины[10].
- KрАЗ-6322 «Raptor» — вариант 2014 года с усиленным бронированием, совместная разработка ОАО «АвтоКрАЗ» и Streit Group[8]. Бронирование CEN Level BR6, масса снаряженного автомобиля — 21 000 кг, грузоподъёмность — 4200 кг, в кузове установлен съемный бронированный модуль на 24 человека[1], в левом и правом борту которого расположены по шесть амбразур для ведения огня из стрелкового оружия, в корме — двустворчатые двери с двумя амбразурами для стрельбы, в крыше — люки. На крыше кабины установлена поисковая фара-прожектор, воздухозаборник отсутствует[11]. 9 февраля 2015 генеральный директор «АвтоКрАЗ» Р. Е. Черняк сообщил, что в бронеавтомобиле «KrAZ Raptor» доля украинской составляющей достигает 80 %[12].

- KрАЗ-5233 «Raptor» — вариант на базе двухосного КрАЗ-5233ВЕ, впервые представлен в феврале 2015. Способен перевозить до 20 человек

- КрАЗ-6322 «Фортеця на колесах» — вариант 2014 года, разработанный ЗАО НПО «Практика»[7]. В выполненном варианте у КрАЗ-6322 бронирована кабина, топливный бак, ресивер централизованной подкачки шин и аккумулятор, а в кузов установлен бронированный кунг[14] на 23 человека, оборудованный освещением, обогревателем и фильтровентиляционной установкой с системой вытяжки пороховых газов. В отличие от KрАЗ-6322 «Raptor», в левом и правом борту по четыре амбразуры[15]. В декабре 2014 стоимость одной бронированной машины составляла 75 тыс. долларов США[16][17].
- KрАЗ-6322 «Форпост» — вариант 2015 года, разработанный ООО «Reform», оснащён съемной бронекапсулой с усиленной противоминной защитой на 18-20 человек, которую можно переставить на другое шасси или использовать как блокпост. Кабина бронирована, капсула c V-образным днищем имеет по 5 бойниц в левом и правом борту, а также двустворчатые двери в корме с двумя бойницами, оснащена системой вентиляции, средствами пожаротушения, освещением и переговорным устройством[9][18].

## Страны-эксплуатанты
- Украина